# Полет 141 на САТ
Полет 141 на САТ е чартърен международен пътнически полет от международното летище „Конакри“, Конакри, Гвинея, до международното летище „Дубай“, Дубай, Обединените арабски емирства, с планирани междинни кацания в Котону (Бенин), Куфра (Либия) и Бейрут (Ливан), управляван от Съюза на африканския транспорт на Гвинея (САТ). На 25 декември 2003 г. самолетът „Боинг 727-223“, който изпълнява полета, се удря в сграда и се разбива в Бенинския залив, докато прави опит да излети от Котону. Инцидентът причинява смъртта на 141 души от общо 160 пътници и екипаж на борда.
Разследването заключава, че катастрофата е причинена основно от претоварване и неправилно разпределяне на багажа. Установена е и огромна некомпетентност в авиокомпанията, особено по отношение на правилата по безопасност. Проблемът остава незабелязан след пропуски между властите и допълнителна некомпетентност в надзора на управлението, което довежда до претоварване на машината. Множество фактори, включително късата писта в Котону и търсене на пътници по маршрута, също са допринасят за катастрофата.
Разследването призовава правителството на Гвинея да създаде реформи и разпоредби, които властите за гражданска авиация в страната да спазват. Докладът също така поисква от Федералната авиационна администрация на Съединените американски щати и Агенцията за авиационна безопасност на Европейския съюз за Европа да създадат автономна система за измерване на теглото и баланса. Впоследствие всички самолети трябва да бъдат преоборудвани със споменатата система. Това е най-смъртоносната катастрофа в историята на авиацията на Бенин.